# Сперматогенез

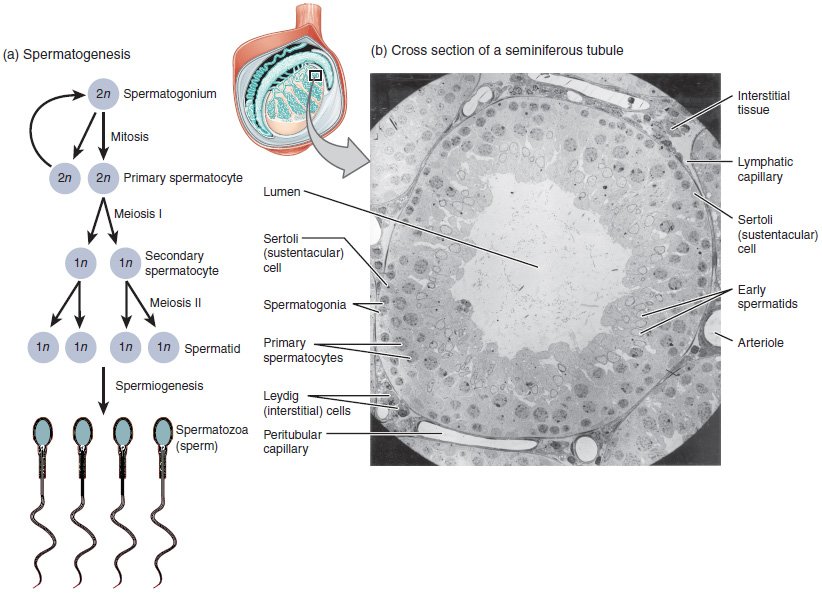
Стадії сперматогенезу

Сперматогене́з — процес розвитку чоловічих статевих клітин (сперматозоїдів), одна з форм гаметогенезу нарівні з оогенезом. Сперматогенез починається в ембріональному періоді та продовжується після народження. У гонадах чоловіка з недиференційованих диплоїдних стовбурових клітин утворюються гаплоїдні високоспеціалізовані сперматозоїди.

## Хребетні
У хребетних тварин сперматогенез проходить за наступною схемою: в ембріогенезі первинні статеві клітини мігрують до зачатків гонади, де формують популяцію клітин, які називаються «сперматогонії», з початком статевої зрілості сперматогонії починають активно розмножуватися, частина з них диференціюється в іншій клітинний тип — «сперматоцити I порядку», які вступають в мейоз і після першого поділу мейозу дають популяцію клітин, які називаються «сперматоцити II порядку», які проходять другий поділ мейозу і утворюють клітинний тип «сперматиди»; шляхом ряду перетворень сперматида набуває форми і структури сперматозоїда.

### Статеве дозрівання
Сперматозоїди утворюються в яєчках, а саме в звивистих сім'яних канальцях. Стінка сім'яного канальця ділиться базальною мембраною на люмінальну та адлюмінальну сторони. На люмінальній стороні розташовані епітеліальні клітини Сертолі (сустентоцити) і попередники статевих клітин (сперматогонії, сперматоцити I і II порядків і сперматиди). У період статевого дозрівання сперматогенез відбувається під регулюючим впливом гормонів і поділяється на 3 фази:
- мітотична або проліферації, у якій сперматогонії розмножуються за допомогою мітозу;
- мейотична, у якій сперматоцити поділяються шляхом мейозу з утворенням гаплоїдних сперматид;
- сперміогенна або диференціації, у якій сперматиди дозрівають з утворенням акросоми, конденсацією хроматину та утворенням хвоста.[1]

#### Сперматогонії
Сперматогонійні стовбурові клітини знаходяться в епітелії сім'яних канальців чоловічих гонад. Це великі кулясті клітини, з добре вираженим ядром. Їх розділяють на два типи. Сперматогонії типу A не містять гетерохроматину в ядрах, а типу B мають значну частину ДНК у конденсованому стані. У гризунів також відмічаються сперматогонії у перехідній формі.
Сперматогонії типу A поділяються на декілька груп: одиночні, парні та лінійні. Одиночні сперматогонії є базальними стовбуровими клітинами, які поділяючись, підтримують пул таких же стовбурових клітин, а також продукують парні. Парні продовжують поділ, утворюючи лінійні сперматогонії, кожен із яких поділяється 6 разів. Після останнього поділу формуються сперматогонії типу B. Одиночні, парні та лінійні сперматогонії мають певне взаємне розташування у сім'яному канальці, що дозволяє їх виявляти.
Сперматогонії В, які «евакуюються» адгезивними білками клітин Сертолі (утворюють під основою статевої клітини новий контакт і резорбує старий).

#### Сперматоцити
Сперматогонії поділяються мітотично й утворюють сперматоцити I порядку, які вступають у мейоз. Ранні сперматоцити I порядку — це клітини на стадії до лептотени або зиготени. На час зіготени це вже пізні сперматиди I порядку. Після першого поділу мейозу клітини стають сперматидами II порядку, які поділяються вдруге та утворюють гаплоїдні сперматоцити.

#### Сперматиди

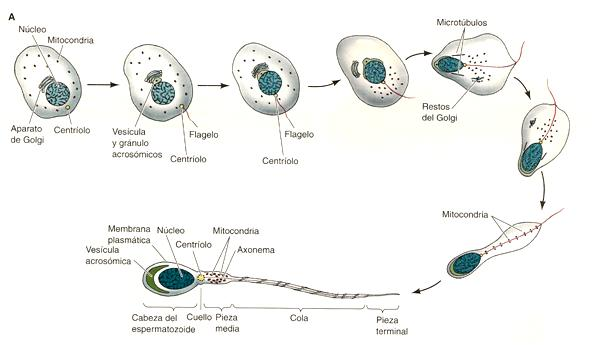
Диференціація сперматиди у сперматозоїд

Сперматиди являють собою дрібні кулясті клітини зі сферичним ядром та конденсованим гетерохроматином без ядерець. Ці клітини нездатні до поділу. Вони скупчуються в центральній частині сім'яного канальця. За деякий час вони набувають видовженої форми, а внутрішньоклітинні структури видозмінюються.
Ядро видовжується, хроматин остаточно конденсується. Гістони заміщуються на протаміни.
Мітохондрії мігрують до проміжного сегмента, де скупчуються. Відбувається перебудова цитоскелета, утворюються аксонема та акросома. Ближче до кінця сперміогенезу клітини стають сплощеними та витягнутими. Ядро оточено тонким шаром цитоплазми, а вся інша цитоплазма зібрана в маленький пухирець, який ковзає в напрямку хвоста сперматозоїда, а потім відокремлюється у вигляді залишкового тільця.
Весь час сперматиди прикріплені до клітин Сертолі, а після закінчення процесу диференціації відокремлюються від них у просвіт сім'яного канальця.

### Дозрівання і капацітація
Морфологічно сформований сперматозоїд дозріває фізіологічно в статевих шляхах самця та самиці.

### Регуляція
Складний процес сперматогенезу регулюється гонадотропними гормонами гіпофізу і стероїдними гормонами яєчка. Після статевого дозрівання гіпоталамус починає виділяти гонадотропний рилізинг-гормон, під впливом якого гіпофіз секретує фолікулостимулюючий гормон (ФСГ), що стимулює розвиток і функціонування клітини Сертолі і лютеїнізуючий гормон (ЛГ), що стимулює клітини Лейдіга до вироблення тестостерону. Тестостерон впливає на розвиток клітин Сертолі, а також на попередники статевих клітин (в асоціації з андроген-зв'язувальним білком, виділеним клітинами Сертолі).
Секреторна активність гіпофіза регулюється клітинами Сертолі і клітинами Лейтіга. Тестостерон, що виділяється клітинами Лейдіга, пригнічує активність гіпофіза до вироблення ЛГ і ФСГ. Інгібін і естрадіол, що утворюється в клітинах Сертолі, пригнічують гіпофіз до вироблення ФСГ і клітини Лейдіга до вироблення тестостерону. Морфофункціональний стан яєчка регулюється гормонами аденогіпофіза — ФСГ і ЛГ, причому рівень гормонів постійний, є лише незначні коливання.

## Сперматогенез у людини

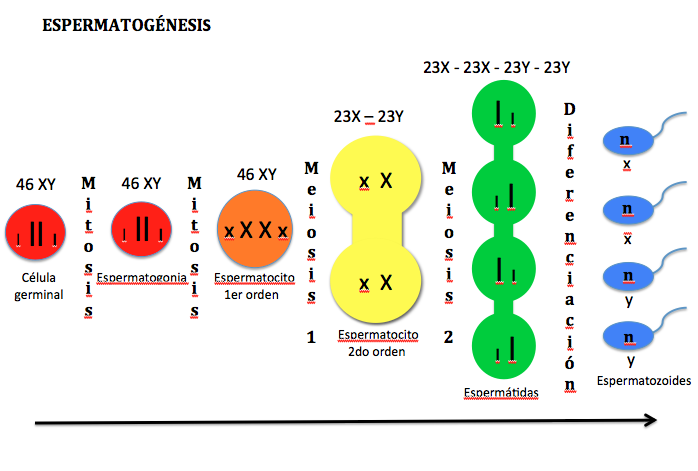
Зміна кількості хромосом під час сперматогенезу в людини

Сперматогенез у людини в нормі починається в пубертатному періоді (близько 12 років) і триває до глибокої старості, початок сперматогенезу називається спермархе. Тривалість повного сперматогенезу у чоловіків становить приблизно 73-75 днів. Один цикл зародкового епітелію триває приблизно 16 днів.
Загальна кількість сперматогоній в яєчку чоловіка становить близько 1 млрд.

## Безхребетні
Сперматозоїди розвиваються з клітин-попередників, які проходять редукційні поділи мейозу і формують спеціалізовані структури (акросома, хвіст та ін.) У різних групах тварин сперматогенез розрізняється.